# 華原朋美
華原朋美（日语：／ Kahara Tomomi，1974年8月17日—），日本女歌手、藝人。本名。暱稱。出生於東京都江東區，成長於千葉縣浦安市。代表歌曲有「I'm proud」、「I BELIEVE」、「Hate tell a lie」等百萬銷量的歌曲。身高156cm。體重49kg。O型血。

## 人物
華原朋美作為獨生女出生，有兩個哥哥和一個弟弟。千葉縣昭和學院小學畢業後，畢業於私立松蔭中學·高等學校。她大約在3歲時就開始以騎馬為愛好，並說「我想騎牠！」，並在高中3年級時，參加1992年山形紅花全國運動會時獲得了第4名的好成績，此後，有長達20多年的空窗期，但她在2016年日本馬術錦標賽「日本公開賽」中勝出。她的父母在千葉縣經營一家鋼鐵相關公司和一家老年人福利設施，她出生和長大在一個富裕的家庭，母親和兄弟都是企業主。她也獲得將棋級數（日本將棋聯盟初級1級、普通班3級），並擔任過NHK衛星第2電視節目《大逆轉將棋》的主持人。2012年5月，取得普通汽車駕照。

## 來歷

### 凹版偶像時代（—1995年）
由於欣賞中山美穗和工藤靜香，她在高中1年級（1990年）參加了全日本國民的美少女比賽。因為她的母親在主要活動的家長會前採訪中表示「我反對女兒進入娛樂圈」，所以無法參加正式比賽。此後，她開始接到家裡其他經紀公司的星探電話，非常有決心進入演藝界。1992年，高中3年級的華原朋美在致力於騎馬的同時，被澀谷吉野家當時的經紀公司Avantgardes發掘，進入了演藝界。高中畢業後，她進入山野美容學院，目標是成為美髮師，但決定加入演藝界並退學。
1993年起，華原朋美成為朝日電視台系列節目的常規助理，首次出現在電視上。為《CanCam》、《ViVi》等雜誌擔任模特兒。同年秋天，她參加MBS廣播電台的「茶屋町學園」試鏡，但不幸落選。然而，這次試鏡使她出現在雜誌《MABU》的封面上。當時她的藝名主要是，是以同一經紀公司的三浦早苗命名的。
1994年4月，她開始使用藝名，並被選為第4期生黑BUTA All Stars的成員，其中包括持田香織，但很快就離開了該團體。作為偶像活躍在《HIP》、《MEW》等深夜節目上。那時候，她幾乎每天都在試鏡。也出現在卡拉OK影片裡。在綜藝節目《多虧了隧道二人組》喜劇小品「近未來警察072」女性隊員的試鏡中，她與松嶋菜菜子一起進入最終評選，但不幸的是她因身高矮被拒絕。有一個軼事，當時隧道二人組的石橋貴明告訴製片人秋元康他有一個有趣的孩子。
緊接著，當華原作為偶像定期出現在綜藝節目《天使的U·B·U·G》（1994年10月至1995年3月）裡時，正在觀看該節目的小室哲哉首先看到了她，並成為了製作人透過這個節目，她被邀請到小室當時在青山經營的商店「TJM」，與小室的關係開始了。
當時，20歲的華原立志成為演員，但在認識後不久，她在卡拉OK演唱了TRF「survival dAnce ～no no cry more～」，小室聽到她的歌聲時很感動地表示「歌聲刺激淚腺」，就在沒有接受任何聲樂課程的情況下作為歌手首次亮相（華原買的第一張唱片是中山美穗的《50/50》，巧合的是，這首歌曲子是小室創作的）。另外，小室回應了寫真週刊雜誌《星期五》記者在華原出道前透露了與她的關係，表示並沒有試圖找藝人，只是為他自己的私人戀人寫了一首歌讓她首次亮相。小室見到華原的第一印象是「我是誰根本不重要，而且我的說話方式和態度都很糟糕，所以一開始我們經常吵架。這其實令人耳目一新，相反地，這很令人耳目一新，從她的角度來看，我已經是同儕的老人了」「我第一次想拿自己的私生活開玩笑」。1995年4月，華原在小室的電視節目《TK MUSIC CLAMP》結尾演唱了TM NETWORK的《Get Wild》。此外，她還立即退出了4月剛開播的綜藝節目《今田耕司的澀谷系Uraringo》，並在小室的倡議下轉移了經紀公司。

### 小室哲哉企劃製作時代（1995年—1998年）
1995年6月，她轉移經紀公司，並改名為華原朋美，即T.K，與小室的名字首字母相同，但也接近她的真名。這首歌的起源是小室的的想法，由小室命名。其企劃製作的形象是試圖表達「一名女子蹲在圓山町一家俱樂部前的便利商店門口」。8月，發行由小室作曲的形象影片《PARADOX》，並被選為'95年度富士電視台視覺女王。9月，21歲的她作為歌手首次亮相，並作為先鋒LDC的小室推出的新廠牌ORUMOK RECORDS的第一位藝人，發行了單曲《keep yourself alive》。雖然幾乎沒有媒體露面，但它在oricon單曲榜上最高排名第8，連續5週保持在前10名，並突然成為銷量37萬張的熱門歌曲。次年10月，其第2張單曲《I BELIEVE》發行，成為暢銷單曲，在oricon排行榜上排名第4。這首歌包辦了年底所有新人獎。
1996年3月，第3張單曲《I'm proud》發行。同年3月25日，她的上一張專輯《I BELIEVE》得到了百萬銷量，這對出道不到半年的新人來說是前所未有的壯舉。《I'm proud》緊隨其後銷量也破百萬，同一首歌在年度單曲榜上排名第8，為女性獨唱藝人最高，並成為年度最受歡迎的卡拉OK歌曲，瞬間讓她加入頂尖歌手的行列。6月，發行首張專輯《LOVE BRACE》，首次登上oricon排行榜，並創下首張專輯初期銷量最高紀錄（後來被宇多田光、倉木麻衣超越）。作品銷售量達到257萬張（根據oricon數據）。同月，新高輪王子大飯店舉辦了「華原朋美熱門紀念派對」。小室、dos等人趕來慶祝，業界和新聞界人士1,000人出席。10月，她發行了第5張單曲《save your dream》，這成為她第一首登上排行榜第1的單曲。除夕夜，首次在第47屆NHK紅白歌合戰中出場，與小室彈鋼琴一起演唱「I'm proud」。
1997年1月，小室家族齊聚，參加了「YOU ARE THE ONE」並已經發行。4月，首次擔任佳麗寶化妝品形象人物，並發行商業合作歌曲《Hate tell a lie》。連續3週保持第1名，成為本身第3張百萬銷售單曲。6月起擔任富士電視台《TK MUSIC CLAMP》第3代主持人。7月，《LOVE IS ALL MUSIC》、9月，與小室共同作詞《歡喜 高興 溫柔》、12月本身第2張專輯《storytelling》（百萬銷量）發行，當年發行的所有CD都排名第一。同月，他們出現在香港舉辦的「TK GROOVE MUSEUM」上，並翻唱globe的《DEPARTURES》。在第48屆NHK紅白歌合戰上，她在第2部分中擔任Top Batter，小室拿著吉他跳了起來，唱起了「Hate tell a lie」。
1998年2月，她出演的JT「桃之天然水」廣告開始播出，廣告裡華原的台詞”HYU-HYU”成為當時的流行詞，成為熱門話題。6月，將唱片公司轉讓給日本華納音樂，並發行了與桃之天水商業合作的第11首單曲《tumblin' dice》。7月，華原首次出演富士電視台週一9電視劇《獵男高手》，劇中她飾演主角女大學生（觀月亞里莎 飾）的同學。同月，她發行了《here we are》，這首歌被用作同組另一部電視劇《夏日幽會》的主題曲。11月，她的第3張專輯《nine cubes》發行，但是12月，與小室分手。在分手後連續第3次參加的第49屆NHK紅白歌合戰上，演唱了小室製作的最後一首單曲《daily news》（沒有小室的背景音樂）。
與安室奈美惠的相反，模仿華原的時尚和行為的女子被稱為或“（朋美辣妹）”，也被稱為“平成的灰姑娘”。此外，華原自稱喜愛的Hello Kitty再次受到女高中生的歡迎，甚至連三麗鷗社長也認可了它的功效，電視上公佈的吉野家牛肉蓋飯專家的吃法已廣為人知，在廣告中以“HYU-HYU”的樂句這句話為特色的「桃之天然水」一炮而紅，僅一年就賣出了1,600萬箱，成為各種熱潮的領導者 。
當時，華原朋美與小室家族其他成員所屬的avex不同，她屬於小室在先鋒LDC內部創立的原創廠牌ORUMOK，小室的製作需要時間和策略。此外，當時她與小室哲哉在公共生活|{{|和私人生活中都是搭檔，因此華原和小室之間的插曲成為小室自己主導的Globe作品的歌詞主題，而華原有時也會演唱安室奈美惠的錄音帶樣本。

### 休養～轉移經紀公司後～無限期休養、海外研修（1999年—2001年）
1999年1月30日，華原朋美在家煮飯時瓦斯中毒昏倒，被送往醫院。此時，首次有報導稱她自年初以來一直在休息，並與小室分手，行為怪異。儘管華原已於1月31日出院，但第二天，電視和週刊每天都會報導她，因為她病情危重，昏迷了一段時間，但小室當時的辦公室拒絕發表評論。次年2月，在華原她休息期間，本身的首張精選專輯《kahala compilation》發行並登上了第1名，但在3月底她退出了「桃之天然水」的廣告。5月，她將自己的經紀公司轉移至Production尾木，並在報紙上刊登自己舉辦回歸記者會，但僅僅一週後，就在自家公寓大廳因貧血而倒下，再次住院。隔天6月17日，她在靜岡縣御殿場市的「阿卡迪亞」馬術俱樂部舉行了第二次不完整復出記者會。這是她半年來首次公開露面，但與小室分手對她造成的心理傷害是嚴重的，儘管當時只有24歲，但她因藥物依賴的樣子卻每天都在媒體上報導，震驚了公眾。
同年7月，她成立了第一個粉絲俱樂部「Pretty Eye」，並發行了復出單曲《as A person》，該單曲一炮走紅，在oricon排行榜上排名第6，銷量約為30萬張。公關活動在全國4個城市舉行，她以《MUSIC STATION》為起點，時隔8個月首次重返電視界。11月，發行了由松浦勝人企劃製作、自己作詞的專輯《One Fine Day》，出道後就登上oricon排行榜第7名。並舉辦了首場粉絲活動。但由於身體和精神狀態都不完整，因此在2000年初無期限休養，以「百分百找回自己」，前往加拿大留學。
2000年1月，在加拿大休養期間，她發行了自己的第一本照片和散文集，並於2000年2月發行了《Believe In Future ～深夜的灰姑娘～》。7月，加拿大報導華原的身心都在康復，而前年發行的《One Fine Day》中的《Blue Sky》被作為單曲發行，並被用作電視劇的主題曲。同時，在從加拿大短暫回國期間，她收到了日本電視台《前進！電波少年》的邀請，在美國出道。次年8月，《前進！電波少年 ～華原朋美的電波少年美國出道之路～》開始播出。於是，她前往美國7個月，累積了在洗車場打工、自己做飯、在俱樂部登台表演、上聲樂課等經驗。隔年，也就是2001年1月，她通過了曾與席琳·狄翁和黛安娜·金恩合作過的安迪·馬弗爾企劃製作的試鏡，並得以在美國首次亮相。華原歌唱的《NEVER SAY NEVER》收錄在Andy的合輯中，但CD尚未發行。次年2月，時隔約8個月首次返回日本，並在SHIBUYA-AX舉行了凱旋回歸的現場演唱會。

### 開始主業以外的活動（2001年—2004年）
2001年凱旋返回日本後，她於4月發行了復出單曲《Never Say Never》，首次登頂oricon排行榜第10名。7月，發行了第二本照片和散文集，並舉辦了第1次握手會。8月，發行了與NSYNC等人合作、文森特·德喬治製作的《PRECIOUS》，以及出道7年後首次個人巡演的《TOMOMI KAHALA FIRST LIVE TOUR 2001 ～謝謝您的等待，阿里加多～》。從10月起，文化放送將開始播放定期廣播節目《華原朋美的LIPS PARTY 21.jp》（直到年底）。11月，發行第5張專輯《Love Again》，並以「DJ Tomo」名義舉辦DJ活動紀念發行。12月，在雜誌《Petit Seven》上連載的自己創作的漫畫《SHOWBIZ》發行，並舉辦了第2次握手會。從這一年開始，她開始真正的出現在綜藝節目裡。
2002年，和可樂餅主持NHK綜合公開錄製節目《日本愉快家族》，該節目於4月開播。同月，發行了本身演出的POKKA罐裝咖啡的廣告歌曲《讓我們放棄吧》。7月，發行收錄了轉入華納後的歌曲的精選專輯《Natural Breeze ～KAHALA BEST 1998-2002～》，並於次年8月在音樂廳舉辦「Tomomi Kahala Concert Tour 2002 "Natural Breeze"」。在睽違4年來第4次回歸的「第53屆NHK紅白歌合戰」上，ZONE作為伴奏樂隊參加，並演唱了「讓我們放棄吧」。
2003年，由於《蠟筆小新》的原作者臼井儀人和華原是共同的粉絲，決定為電視動畫《蠟筆小新》演唱片頭曲，並於2月發行了《PLEASURE》。4月，她以NHK教育的電視劇愛之詩《Papa told me ～致我最親愛的～》時隔約5年首次重返電視劇，並每天與《日本愉快家族》同時忙於錄影。同年4月，在電影《蠟筆小新：風起雲湧 光榮燒肉之路》（第11部）裡首次挑戰配音，飾演偶像歌手「小朋」，並出席試映會。10月，以「小朋&可樂餅」發行了二重唱單曲《謝謝你！》，這首歌是在與兩人共同出演《日本愉快家族》裡愛的呼喚下誕生的。12月，她舉辦了首次晚宴表演，並在第54屆紅白歌合戰上連續兩年第5次亮相，以“小朋&可樂餅”的身份演唱「謝謝你！」。
2004年，從3月開始繼續拍攝電視劇，9月與SAYAKA、MEGUMI一起出演時代劇《水戶黃門》第33部最終回2小時特別篇。她在戲中飾演以天才劍客千金首次挑戰劍術，也展現了自己的專長馬術技能。主要工作是參加2月在吉隆坡舉辦的「J-ASEAN POPS」並演唱「I BELIEVE」。從5月開始，將舉辦第3次巡迴演唱會。
同年8月，她將自己的唱片公司轉讓給環球SIGMA旗下的A&M唱片，並將自己的羅馬字由“Kahala”改為“Kahara”（將“l”改為“r”），迎接自己30歲的生日。次年9月，她發行了用日文歌詞翻唱K-POP民謠《只要有你》，並連續16週蟬聯oricon排行榜。11月，她出現在富士電視台的《我們的音樂》裡，並與該歌曲的原作曲家天氣預報進行了二重唱。同一首歌在第46屆日本唱片大獎獲得金獎，標誌著時隔8年再次重返唱片大獎舞台。另外，她也被作為彈珠台（FIELDS）裡的角色。

### 出道10週年（2005年—2006年）
2005年，正值華原朋美本身出道10週年，5月發行了一首關於過去心碎的歌曲《淚汪汪》，6月發行了第六張專輯《NAKED》以紀念自己出道10週年。正如標題所暗示的，她半裸地出現，背部透過夾克大膽地暴露出來。同年6月起將舉辦10週年紀念巡迴演唱會「10th Anniversary Celebration 華原朋美 Concert 2005」。8月，她以《清秀佳人》首次在音樂劇中亮相。從9月起，她將與深田恭子等人一起定期出現在富士電視台的《新堂本兄弟》裡。12月，她發行了自己的第一本寫真集《Crystalize》，其中以半裸亮相。
2006年2月，她時隔8年再次被任命為紀念「桃之天年水」發行10週年復刻版的形象人物，並開始播放新舊比較的廣告。並在同月發行了首張雙A面單曲《華／Keep On Running》，其中包括一首形象歌曲。同年春天，她出演了櫻井翔主演的音樂劇《The Beautiful Game》。7月，她發行了由中島美雪創作的新歌《跟道別再見》。華原想唱她欣賞已久的中島的作品，中島欣然同意提供這首歌。8月，她連續第二年主演音樂劇《清秀佳人》（隔年因病辭演）。12月，她主演了不尋常的Yuming歌曲音樂劇《女朋友》，該音樂劇僅由松任谷由實的歌曲組成。演出期間，她患上了支氣管炎和急性聲帶炎，這迫使她中斷了部分演出，但是又回歸了，並把她回來的影片錄製在DVD裡。此外，她僅這一年就出演了三部戲劇，開始了本身的音樂劇演員生涯。然而，就在這個時候，她成為了伴侶的家庭暴力受害者，又陷入藥物依賴。

### 與經紀公司終止合約並長期中斷演藝活動（2007年—2011年）
由於年底患支氣管炎的影響，華原朋美從2007年年初一直在家接受治療，直到4月底，進入2000年以來的第3次休息。5月復工，隔年6月正式回歸，但6月29日，經紀公司Production尾木宣布自6月28日起解除專屬合約。該機構確定，「由於一系列突然的工作取消，她的身心恢復情況比預期更差，無法再支持她的演藝活動」。官方歌迷俱樂部「Pretty Eye」也於6月29日解散，而依照經紀公司的意願，她與唱片公司環球音樂的合約也於28日結束。
3個月後，即同年9月20日，華原為粉絲開設了自己的部落格，並在部落格中為取消工作表示歉意。至於原因，她承認自己因健康管理不善而精神抑鬱，也承認自己尾骨骨折，目前已完全康復，身體健康狀況良好。然而，9月29日，該消息被媒體報導後，她的部落格在僅僅9天後就突然關閉。
2008年7月10日，華原參加了在東京中城舉行的聚會。儘管她說想在年內回來，但大約半年後，也就是2009年1月17日，她在JR錦糸町站搭乘計程車時沒有告知目的地，因急性藥物中毒昏倒，被緊急送往醫院。她身上藏有許多醫生開的鎮靜劑，根據報導，她「服用大量後就上癮了」。
2010年8月29日，根據報導，華原在新宿歌舞伎町搭乘計程車時失去知覺，被救護車送往醫院。其日常生活被打亂，一度被家人安排住進封閉病房，家人不忍心見她。出院後，華原在經營非營利組織的父親的推薦下前往父親居住的菲律賓，從事志工的工作。在當地一家孤兒院照顧孩子。

### 恢復演藝活動（2012年—2020年）
2011年8月17日，華原朋美在她自己的生日這一天，她在哥哥的部落格上報道了自己的現況，並表示自己從前一年開始就一直在海外提升自己。同年10月30日，她在部落格上再次發布消息，稱年內將返回日本，並為回國做準備。回到日本後，她在哥哥經營的護理機構幫忙，並將一首用卡拉OK錄製自己歌曲的CD寄給她以前的經紀公司，以謀求東山再起。
2012年7月11日，她的部落格上有一篇文章寫道「朋美正在享受各種事情，為復出做準備。這個部落格也即將畢業」。9月左右，華原與原經紀公司進行了長時間的談判，同年12月1日，宣布與Production尾木續約，回歸之後，她首次出現在富士電視台系列節目《FNS歌謠祭》上。
2012年12月5日，華原出現在《2012 FNS歌謠祭》現場，並演唱「I'm proud」。這是她6年來首次展現出穩定的歌聲，當她的出場的影片一時被上傳到網路後，立即成為社群媒體平台上的一大話題，觀看次數超過了100萬次。同年12月24日，出演現場活動《MUSIC FOR ALL, ALL FOR ONE》，時隔約6年再次重返現場舞台。
2013年2月，華原與環球音樂續約，並於4月發行了本身7年來的首張單曲《我曾有夢 -I DREAMED A DREAM-》，這是《悲慘世界》裡歌曲「我曾有夢」的日文翻唱版。6月，發行自翻唱精選專輯《DREAM -Self Cover Best-》，並時隔6年首次開設官方粉絲俱樂部“DREAM”。11月，舉辦7年來首次個人演唱會「DREAM ～TOMOMI KAHARA CONCERT 2013～」（含加碼公演共3場），並為了紀念《DREAM》的長期銷售，發行了完全限量生產的高級版光碟。同月，FM東京電台節目《現在不是華原朋美睡覺的時間♡》開播，該節目時隔12年首次成為常規廣播節目（截至2014年底）。12月，她出現在《2013 FNS歌謠祭》上，時隔15年半與前製作人小室哲哉一起表演，演唱了「I'm proud」和「I BELIEVE」。
2014年3月，華原推出了首張翻唱專輯《MEMORIES -Kahara Covers-》，其中包括她親自挑選的歌曲如「DEPARTURES」。該專輯在oricon公信榜上排名第10，這是13年來首次重返前10名。8月，迎接她自己40歲生日，並於10月發行了第2張翻唱專輯《MEMORIES 2 -Kahara All Time Covers-》。其中錄製的歌曲成為電影《鬼門食女》的形象歌曲，這是本身時隔8年的首次合作。這次《MEMORIES 2》也在oricon公信榜登上第9名，時隔14年10個月，她的作品首次連續兩次進入前10名。攜《MEMORIES》兩首作品，將於9月開始舉辦時隔9年的首次全國巡演「TOMOMI KAHARA CONCERT TOUR 2014 ～MEMORIES～」。12月，獲得第56屆日本唱片大獎企劃獎，並演唱「DEPARTURES」。
2015年，華原被任命為日本電視台情報節目《PON！》的週一常駐評論員，至3月30日為止。5月，她發行了時隔16年半由小室哲哉提供的單曲《聽見最初的歌》，6月，發行了本身的All Time Best專輯《ALL TIME SINGLES BEST》和《ALL TIME SELECTION BEST》，從7月開始，舉辦全國巡迴演出「TOMOMI KAHARA 20th Anniversary TOUR KAHARA's HISTORY @19952015」，以紀念自己出道20週年。8月，她推出了紀念自己出道20週年的書（還包括一本寫真集和與小室哲哉的對話）。9月8日，即華原出道20週年紀念的當日，在Billboard Live舉辦了僅一個晚上的「『出道20週年紀念LIVE』 at Billboard Live TOKYO」。10月開始，擔任TOKYO MX音樂節目《音痴POPS》的常駐主持人。12月2日，發行第3張獲得好評的翻唱專輯《MEMORIES 3 -Kahara Back to 1995-》。
2016年5月，發行了電影《我的早更女友》的日本主題曲《有你在身旁》，作為本身21年來的首張單曲。並連續3年進行全國巡迴演出「TOMOMI KAHARA CONCERT TOUR 2016 ～有你在身旁～」（東京公演方面與藤澤教正和山猿合作）。同年11月，因健康狀況不佳取消了工作。同月5日，宣布經醫院檢查被診斷出患有「急性壓力反應」，並宣布將休養至月底。30日出院。12月5日恢復了《PON！》的活動。
2017年1月14日，華原在TBS節目《體能爆發中》裡，宣布自己贏得了2016年10月舉行的國內馬術比賽日本公開賽（馬匹的名字是「CARRY'S SON」）。據透露，她已獲得2017年3月23日起舉行的「掛川國際馬術錦標賽」的參賽權。2月份，她自費買了CARRY'S SON的孩子古典號。3月26日，她在「國際馬術掛川2017」馬術障礙賽最高分比賽錯過了頒獎台，但宣布目標是參加9月份的全日本馬術障礙賽。另一方面，連續4年舉辦全國巡迴演出「TOMOMI KAHALA CONCERT TOUR 2017 ～CARRYS SON and CLASSIC～」。同年起，她將表記Kahara恢復成Kahala。並從同年9月25日播出的《PON！》的常駐中畢業，並結束了《音痴POPS》的常駐主持人工作，此後她的公開活動減少了。
2018年7月17日，華原宣布關閉自己的SNS（Instagram、Twitter）和會員專屬部落格。然而，同月31日，宣布將於8月25日至26日舉辦粉絲網站「DREAM」會員專屬的緊急活動，因與經紀公司在娛樂活動政策上存在分歧而宣布活動停滯。另外，8月10日，宣布將於第二天（11日）參加北總夏夜馬術表演（北總馬術俱樂部）。同年12月11日，「華原朋美 Christmas Dinner Show 2018」將於東京椿山莊大飯店大禮堂椿舉行。
2019年5月4日，她在粉絲俱樂部網站上宣布自己已懷孕6個月，伴侶是一名在外企工作的圈外男性。8月30日，45歲的她宣布生下第一個男孩。12月19日，連續第5年舉辦「華原朋美 Christmas Dinner Show 2019」，這是華原本身在產後第一次唱歌。
2020年2月9日，出席女子選秀項目「DUO Presents TCG AUDITION 2020」公開選秀會。這是她產後首次公開露面。

### 獨立（2020年—現在）
2020年9月14日，有消息稱，應華原本人的要求，自8月31日起取消了與經紀公司Production尾木和唱片公司環球音樂的合同，實際上使她成為自由職業者。同年9月25日，個人事務所「Office華原」成立，並擔任代表董事。
2021年1月起，其經紀公司將轉移至株式會社傳元。同年8月17日，也就是華原她47歲生日時，宣布與經紀公司社長兼專屬經紀人大野友洋結婚。除夕夜，她首次出現在日本武道館舉辦的「桃色歌合戰」（BS日視、日本放送、ABEMA等現場直播）。
2022年9月30日，華原在自己的官方部落格上宣布，將離開以丈夫大野為代表公司的傳元，並轉入自己2年前設立的個人事務所「株式會社Office華原」。原因是傳元拒絕她提供詳細的賠償說明。此外，傳元表示將於12月8日宣布獨立，但由於雙方尚未簽署正式合約，因此無需回應。同年10月8日，在廣島縣三次市舉行的音樂會上，華原演唱了自己作詞作曲的新歌《CARRY'S SON》。並於第二天（即9日）作為數位音樂下載的單曲發行。17日，再次將代理權轉移至傳元。同年12月，她在其官方Twitter上承認了《週刊文春》的離婚報導（10月否認該雜誌的離婚報導)。她也確認，將於今年底離開經紀公司傳元。
2023年5月10日，伊藤健太郎主演電影主題曲《Change My Everything》將在數位平台獨家發行。

## 獲獎紀錄
| 年份   | 獎項（作品）                                                                                   |
| ------ | ---------------------------------------------------------------------------------------------- |
| 1995年 | '95年度富士電視台視覺女王—「PARADOX」                                                          |
| 1995年 | 第28屆日本有線大獎 新人獎、最優秀新人獎—「I BELIEVE」                                          |
| 1995年 | 第28屆全日本有線放送大獎 最優秀新人獎—「I BELIEVE」                                            |
| 1995年 | 第37屆日本唱片大獎 新人獎—「I BELIEVE」                                                        |
| 1996年 | 第10屆日本金唱片大獎 Best 5 New Artists獎                                                      |
| 1996年 | 第1屆偶像音樂獎 最佳影片獎                                                                     |
| 1996年 | 第29屆日本有線大獎 有線音樂優秀獎—「Save your dream」                                          |
| 1996年 | 第29屆全日本有線放送大獎 讀賣電視台、Gold Artists獎                                            |
| 1996年 | 第38屆日本唱片大獎 優秀作品獎—「I'm proud」                                                    |
| 1997年 | 第11屆日本金唱片大獎 Best 5 New Artists獎                                                      |
| 1997年 | 第30屆日本有線大獎 有線音樂優秀獎 —「Hate tell a lie」                                         |
| 1997年 | 第30屆全日本有線放送大獎 讀賣電視台、特別獎—「Hate tell a lie」                                |
| 1998年 | 第12屆日本金唱片大獎 年度流行專輯—《storytelling》                                             |
| 2004年 | 第46屆日本唱片大獎 金獎—「只要有你」                                                           |
| 2005年 | 第3屆全納連納豆女王                                                                            |
| 2014年 | 第56屆日本唱片大獎 企劃獎—《MEMORIES -Kahara Covers-》+《MEMORIES 2 -Kahara All Time Covers-》 |
| 2022年 | Ameba Award 2022年2月份最優秀獎「」                                                            |

## 音樂作品

### 單曲

#### CD單曲
※ 第1～14枚單曲（僅第13枚12cm CD）以8cm CD格式發行。其它的是12cm CD。
| 枚數           | 發行日期       | 單曲名稱（日文原名）                   | 銷售形式            | 銷售形式       | orocon 排名                              | 首錄專輯                |                |                |                |
| 枚數           | 發行日期       | 單曲名稱（日文原名）                   | 初回盤              | 通常盤         | orocon 排名                              | 首錄專輯                |                |                |                |
| ORUMOK RECORDS | ORUMOK RECORDS | ORUMOK RECORDS                         | ORUMOK RECORDS      | ORUMOK RECORDS | ORUMOK RECORDS                           | ORUMOK RECORDS          | ORUMOK RECORDS | ORUMOK RECORDS | ORUMOK RECORDS |
| -------------- | -------------- | -------------------------------------- | ------------------- | -------------- | ---------------------------------------- | ----------------------- | -------------- | -------------- | -------------- |
| 1              | 1995年9月8日   | keep yourself alive                    |                     | PIDX-1001      | 第8名                                    | LOVE BRACE              |                |                |                |
| 2              | 1995年10月11日 | I BELIEVE                              | PIDX-1003           | 第4名          |                                          | LOVE BRACE              |                |                |                |
| 3              | 1996年3月6日   | I'm proud                              | PIDX-1006           | 第2名          |                                          | LOVE BRACE              |                |                |                |
| 4              | 1996年7月22日  | LOVE BRACE                             | PIDX-1009           | 第6名          |                                          | LOVE BRACE              |                |                |                |
| 5              | 1996年10月2日  | save your dream                        | PIDX-1011           | 第1名          | storytelling                             |                         |                |                |                |
| 6              | 1997年4月23日  | Hate tell a lie                        | PIDX-1012           | 第1名          | storytelling                             |                         |                |                |                |
| 7              | 1997年7月2日   | LOVE IS ALL MUSIC                      | PIDX-1013           | 第1名          | storytelling                             |                         |                |                |                |
| 8              | 1997年9月18日  | 歡喜 高興 溫柔（たのしく たのしく やさしくね）                     | PIDX-1014           | 第1名          | storytelling                             |                         |                |                |                |
| 9              | 1998年2月11日  | I WANNA GO                             | PIDX-1015           | 第20名         | storytelling                             |                         |                |                |                |
| 10             | 1998年4月8日   | YOU DON'T GIVE UP                      | PIDX-1016           | 第7名          | storytelling                             |                         |                |                |                |
| 日本華納音樂   |                |                                        |                     |                |                                          |                         |                |                |                |
| 11             | 1998年6月17日  | tumblin' dice                          |                     | WPD6-9191      | 第2名                                    | nine cubes              |                |                |                |
| 12             | 1998年7月29日  | here we are                            | WPD6-9192           | 第5名          |                                          | nine cubes              |                |                |                |
| 13             | 1998年10月21日 | daily news                             | WPC6-8700           | 第13名         |                                          | nine cubes              |                |                |                |
| 14             | 1999年7月22日  | as A person                            | WPD6-10002          | 第6名          | One Fine Day                             |                         |                |                |                |
| 15             | 1999年10月27日 | be honest                              | WPC6-10046          | 第12名         | One Fine Day                             |                         |                |                |                |
| 16             | 2000年2月23日  | Believe In Future ～深夜的灰姑娘～（） | WPC6-10075          | 第28名         | Natural Breeze ～KAHALA BEST 1998-2002～ |                         |                |                |                |
| 17             | 2000年7月26日  | Blue Sky                               | WPC6-10096          | 第55名         | One Fine Day                             |                         |                |                |                |
| 18             | 2001年4月18日  | Never Say Never                        | WPC6-10134          | 第10名         | Love Again                               |                         |                |                |                |
| 19             | 2001年8月8日   | PRECIOUS                               | WPC6-10157          | 第34名         | Love Again                               |                         |                |                |                |
| 20             | 2001年10月24日 | 你的片斷（）                           | WPC6-10169          | 第36名         | Love Again                               |                         |                |                |                |
| 21             | 2002年4月24日  | 讓我們放棄吧（あきらめましょう）                       | WPC6-70002          | 第28名         | Natural Breeze ～KAHALA BEST 1998-2002～ |                         |                |                |                |
| 22             | 2003年2月26日  | PLEASURE                               | WPC6-70013          | 第55名         | Super Best Singles ～10th Anniversary～  |                         |                |                |                |
| 德間日本傳播   |                |                                        |                     |                |                                          |                         |                |                |                |
|                | 2003年10月22日 | 謝謝你！（ありがとね！）                           |                     | TKCA-72611     | 第145名                                  | 未收錄                  |                |                |                |
| 環球音樂       |                |                                        |                     |                |                                          |                         |                |                |                |
| 23             | 2004年9月29日  | 只要有你（あなたがいれば）                           |                     | UICJ-5039      | 第15名                                   | NAKED                   |                |                |                |
| 24             | 2005年5月25日  | 淚汪汪（）                             | UMCK-5129           | 第30名         |                                          | NAKED                   |                |                |                |
| 25             | 2006年2月22日  | 華/Keep On Running                     | UMCK-5139           | 第37名         | ALL TIME SINGLES BEST                    |                         |                |                |                |
| 26             | 2006年7月5日   | 跟道別再見（あのさよならにさよならを）                         | UMCK-5149           | 第46名         | ALL TIME SINGLES BEST                    |                         |                |                |                |
| 27             | 2013年4月17日  | 我曾有夢 -I DREAMED A DREAM-（夢やぶれて -I DREAMED A DREAM-）       | UPCH-9854/B（+DVD） | UPCH-5795      | 第13名                                   | DREAM -Self Cover Best- |                |                |                |
| 28             | 2015年5月20日  | 聽見最初的歌（はじまりのうたが聴こえる）                       | UPCH-9998/B（+DVD） | UPCH-5838      | 第36名                                   | ALL TIME SINGLES BEST   |                |                |                |
| 29             | 2016年5月11日  | 有你在身旁（君がそばで）                         | UPCH-7137           | UPCH-5874      | 第46名                                   | 未收錄                  |                |                |                |

#### 網路發佈限定單曲
| 枚數 | 網路發佈開始日期 | 單曲名稱（日文原名） | 規格         |
| ---- | ---------------- | -------------------- | ------------ |
| 1    | 2022年10月9日    | CARRY'S SON          | 數位音樂下載 |
| 2    | 2023年5月10日    | Change My Everything | 數位音樂下載 |

### 專輯

#### 原創專輯
| 枚數           | 發行日期       | 專輯名稱（日文原名） | 銷售形式       | 銷售形式       | oricon 排名    |                |                |                |                |
| 枚數           | 發行日期       | 專輯名稱（日文原名） | CD+DVD         | CD             | oricon 排名    |                |                |                |                |
| ORUMOK RECORDS | ORUMOK RECORDS | ORUMOK RECORDS       | ORUMOK RECORDS | ORUMOK RECORDS | ORUMOK RECORDS | ORUMOK RECORDS | ORUMOK RECORDS | ORUMOK RECORDS | ORUMOK RECORDS |
| -------------- | -------------- | -------------------- | -------------- | -------------- | -------------- | -------------- | -------------- | -------------- | -------------- |
| 1              | 1996年6月3日   | LOVE BRACE           |                | PICX-1004      | 第1名          |                |                |                |                |
| 2              | 1997年12月24日 | storytelling         | PICX-1006      |                | 第1名          |                |                |                |                |
| 日本華納音樂   |                |                      |                |                |                |                |                |                |                |
| 3              | 1998年11月26日 | nine cubes           |                | WPC6-8500      | 第5名          |                |                |                |                |
| 4              | 1999年11月25日 | One Fine Day         | WPC6-10053     | 第7名          |                |                |                |                |                |
| 5              | 2001年11月21日 | Love Again           | WPC6-10179     | 第36名         |                |                |                |                |                |
| 環球音樂       |                |                      |                |                |                |                |                |                |                |
| 6              | 2005年6月29日  | NAKED                | UMCK-9112      | UMCK-1186      | 第30名         |                |                |                |                |

#### 精選專輯
| 枚數 | 發行日期       | 專輯名稱（日文原名）                     | 銷售形式             | 銷售形式 | 廠牌、備註 | oricon 排名 |
| 枚數 | 發行日期       | 專輯名稱（日文原名）                     | 初回盤               | 通常盤 | 廠牌、備註 | oricon 排名 |
| ---- | -------------- | ---------------------------------------- | -------------------- | --- | --- | ----------- |
| 1    | 1999年2月10日  | kahala compilation                       |                      | FOCX-1002（2CD） | factoryorumok 首張精選專輯，收錄了ORUMOK RECORDS時期的歌曲。 一些錄製的歌曲已被重新編曲。同年12月22日推出低價版，限量生產3萬份。                                             | 第1名       |
| 1    | 1999年12月22日 | kahala compilation                       | PICX-1007（2CD）     | | factoryorumok 首張精選專輯，收錄了ORUMOK RECORDS時期的歌曲。 一些錄製的歌曲已被重新編曲。同年12月22日推出低價版，限量生產3萬份。                                             | 第1名       |
| 2    | 2001年9月27日  | Best Selection                           |                      | PICL-1231 | 先鋒LDC 由唱片公司親手企劃的精選輯，涵蓋了ORUMOK RECORDS時期的歌曲。 雖然內容與第1張精選有重疊，但大部分都是作為單曲的原音源錄製的。                                         | 第23名      |
| 3    | 2002年7月17日  | Natural Breeze ～KAHALA BEST 1998-2002～ | WPC6-10219           | 日本華納音樂 華納音樂時期（1998年～2002年）的精選專輯                                                                                          | 第37名 |             |
| 4    | 2005年12月14日 | Super Best Singles ～10th Anniversary～  | GNCL-1044（2CD）     | NBC環球娛樂 出道10週年紀念精選專輯。 收錄了ORUMOK RECORDS和華納音樂時期跨廠牌發行所有單曲（不包括「Blue Sky」和「你的片斷」）的All Time Best。 | 第65名 |             |
| 5    | 2013年6月26日  | DREAM -Self Cover Best-                  | UPCH-9873（+DVD）    | UPCH-1939 | 環球音樂 休整回歸後的首張專輯。 所有發行的單曲都已與完整的管弦樂團重新錄製和重新編曲。 同年11月13日，由於反應積極，推出了包含《奇異恩典》翻唱歌曲的高級版。                  | 第15名      |
| 5    | 2013年11月13日 | DREAM -Self Cover Best- Premium Edition  | UPCH-9907            | | 環球音樂 休整回歸後的首張專輯。 所有發行的單曲都已與完整的管弦樂團重新錄製和重新編曲。 同年11月13日，由於反應積極，推出了包含《奇異恩典》翻唱歌曲的高級版。                  | 第15名      |
| 6    | 2015年6月24日  | ALL TIME SINGLES BEST                    | UPCH-7007（2CD+DVD） | UPCH-2040（2CD） | 環球音樂 慶祝本身出道20週年，完整單曲精選。 完全涵蓋了3家唱片公司（ORUMOK、華納音樂、環球）的全集，並包括發行時的所有單曲（不包括「謝謝你！」）和新錄製歌曲的All Time Best。 | 第9名       |
| 7    | 2015年6月24日  | ALL TIME SELECTION BEST                  | UPCH-7018（+DVD）    | UPCH-2042 | 環球音樂 收錄單曲c/w、人氣專輯、翻唱音源的出道20週年精選紀念專輯。 事前進行了粉絲請求投票，收錄了前15首歌曲和新錄製的歌曲。                                                  | 第29名      |

#### 翻唱專輯
| 枚數 | 發行日期      | 專輯名稱（日文原名）                   | 銷售形式  | 銷售形式         | oricon 排名 |
| 枚數 | 發行日期      | 專輯名稱（日文原名）                   | CD+DVD    | CD               | oricon 排名 |
| ---- | ------------- | -------------------------------------- | --------- | ---------------- | ----------- |
| 1    | 2014年3月12日 | MEMORIES -Kahara Covers-               | UPCH-9923 | UPCH-1964        | 第10名      |
| 2    | 2014年10月1日 | MEMORIES 2 -Kahara All Time Covers-    | UPCH-9956 | UPCH-1995        | 第9名       |
|      | 2015年2月11日 | MEMORIES -1&2 Special Limited Edition- |           | UPCH-9907（2CD） | 第111名     |
| 3    | 2015年12月2日 | MEMORIES 3 -Kahara Back to 1995-       | UPCH-7088 | UPCH-2061        | 第30名      |

#### 數位LIVE專輯
| 發行日期      | 專輯名稱（日文原名）                 |
| ------------- | ------------------------------------ |
| 2014年3月19日 | DREAM ～TOMOMI KAHARA CONCERT 2013～ |

### 影像作品
| 發行日期             | 影像名稱（日文原名）                                               | 銷售形式              | 銷售形式             | 銷售形式       |                |                |                |                |                |
| 發行日期             | 影像名稱（日文原名）                                               | VHS                   | DVD                  | BD             |                |                |                |                |                |
| ORUMOK RECORDS       | ORUMOK RECORDS                                                     | ORUMOK RECORDS        | ORUMOK RECORDS       | ORUMOK RECORDS | ORUMOK RECORDS | ORUMOK RECORDS | ORUMOK RECORDS | ORUMOK RECORDS | ORUMOK RECORDS |
| -------------------- | ------------------------------------------------------------------ | --------------------- | -------------------- | -------------- | -------------- | -------------- | -------------- | -------------- | -------------- |
| 1995年8月19日        | PARADOX -Visual Queen of The Year '95-                             | PCVC-10384            |                      |                |                |                |                |                |                |
| 1995年9月16日        | keep yourself alive                                                | PIVX-4001             |                      |                |                |                |                |                |                |
| 1996年3月27日        | I'm proud                                                          | PIVX-4008             |                      |                |                |                |                |                |                |
| 1996年10月23日       | save your dream                                                    | PIVX-4013             |                      |                |                |                |                |                |                |
| 日本華納音樂         |                                                                    |                       |                      |                |                |                |                |                |                |
| 2001年12月12日       | TOMOMI KAHALA FIRST LIVE TOUR 2001 ～謝謝您的等待，阿里加多～ （） | WPV6-90024            | WPB6-90024           |                |                |                |                |                |                |
| Geneon Entertainment |                                                                    |                       |                      |                |                |                |                |                |                |
| 2002年3月27日        | very best of MUSIC CLIPS                                           |                       | PIBL-1018            |                |                |                |                |                |                |
| 2005年12月14日       | very best of MUSIC CLIPS                                           | GNBL-1016             |                      |                |                |                |                |                |                |
| 環球音樂             |                                                                    |                       |                      |                |                |                |                |                |                |
| 2005年12月7日        | 10th Anniversary Celebration 華原朋美 Concert 2005                 |                       | UMBK-1088            |                |                |                |                |                |                |
| 2014年3月12日        | DREAM ～TOMOMI KAHARA CONCERT 2013～                               | UPBH-1360             |                      |                |                |                |                |                |                |
| 2014年12月3日        | Kahara Clips 2013-2014                                             | UPXH-1018             | UPBH-1373            |                |                |                |                |                |                |
| 2015年2月11日        | TOMOMI KAHARA CONCERT TOUR 2014 ～MEMORIES～                       | UPBH-9526（+MC）      | UPXH-9003（+MC）     |                |                |                |                |                |                |
| 2015年2月11日        | TOMOMI KAHARA CONCERT TOUR 2014 ～MEMORIES～                       | UPBH-1379             | UPXH-1019            |                |                |                |                |                |                |
| 2016年2月3日         | TOMOMI KAHARA 20th Anniversary Live                                | UPBH-9531（+2DVD+MC） | UPXH-9012（+2BD+MC） |                |                |                |                |                |                |
| 2016年2月3日         | TOMOMI KAHARA 20th Anniversary Live                                | UPBH-1395（+2DVD）    | UPXH-1026（+2BD）    |                |                |                |                |                |                |

#### 企劃盤
| 發行日期       | 影像名稱（日文原名） | 銷售形式 | 產品編號 | 備註                                           |
| -------------- | -------------------- | -------- | -------- | ---------------------------------------------- |
| 1997年11月27日 |                      | VHS      | TGVS-38  | 羅森獨家銷售的企劃VHS。 由於停產，目前已絕版。 |

### 其它
企劃單曲
- YOU ARE THE ONE（日语：YOU ARE THE ONE）／（1997年1月1日）
- 華原朋美與孤兒哈奇（2004年12月）—非賣品。柏青哥機《CR華原朋美與孤兒哈奇》的宣傳CD。島崎由理（日语：しまざき由理）的翻唱。
- Happy days feat.華原朋美／山猿（日语：山猿 (歌手)）（2016年2月17日，《情話3（日语：あいことば3）》收錄）

合音參加CD
- No No Computer／MARC PANTHER（日语：マーク・パンサー）（1995年5月1日）[注 6]
- BABY'S GROWING UP（日语：BABY'S GROWING UP）／內田有紀（1995年8月19日）
- BRAND NEW TOMORROW（日语：BRAND NEW TOMORROW (TRFの曲)）／TRF（1995年10月25日）[52]
- MUSIC TAKES ME HIGHER／ globe（1996年3月31日）
- REMEMbER ME？（日语：REMEMBER ME? (アルバム)）／木根尚登（日语：木根尚登）（1996年9月23日）
- Close to the night（日语：REMEMBER ME? (アルバム)）／木根尚登（1996年11月23日）

模擬
- save your dream（1996年10月）—非賣品
- Tears Don't Lie（2001年10月）—非賣品
- I BELIEVE 2004 - 12inch mix（2004年10月1日）

音樂相關
- 真善美（傳統日文限定版）（2006年5月24日）—原聲大碟
- 真善美 <家庭版>（2006年5月26日）—DVD
- Yuming歌曲音樂劇“女朋友”（日语：ガールフレンズ）（2007年3月28日）—DVD

致敬專輯
- 收錄在銀色之道（日语：銀色の道）/致敬專輯《花生致敬歌曲》裡。與misono的二重唱[53]。

## 商業搭配
| 曲名                                          | 商業搭配                                                        |
| --------------------------------------------- | --------------------------------------------------------------- |
| keep yourself alive                           | 日本Oracle 廣告歌曲                                             |
| I BELIEVE                                     | '96 Minami「JOY OF SPORTS」廣告歌曲                             |
| I BELIEVE                                     | FM FESTIVAL '95 活動歌曲                                        |
| I'm proud                                     | TBC東京美容中心「」廣告歌曲                                     |
| Just a real love night                        | DDI Pocket 廣告歌曲                                             |
| LOVE BRACE                                    | 第一興商「DAM」廣告歌曲                                         |
| save your dream                               | LOTTE巧克力「紗紗」廣告歌曲                                     |
| Hate tell a lie                               | 佳麗寶化妝品「」廣告歌曲                                        |
| LOVE IS ALL MUSIC                             | 三貴「」廣告歌曲                                                |
| I WANNA GO                                    | 三貴「」廣告歌曲                                                |
| 歡喜 高興 溫柔                                | 佳麗寶化妝品「REVUE」廣告歌曲                                   |
| YOU DON'T GIVE UP                             | 佳麗寶化妝品「REVUE」廣告歌曲                                   |
| Every morning                                 | NTTPC Communications「InfoSphere」廣告歌曲                      |
| You just gonna sing a song                    | JT「桃之天然水」廣告歌曲                                        |
| tumblin' dice                                 | JT「桃之天然水」廣告歌曲                                        |
| daily news                                    | JT「桃之天然水」廣告歌曲                                        |
| needs somebody's love                         | JT「桃之天然水」廣告歌曲                                        |
| here we are                                   | TBS系列週五連續劇《夏日幽會》主題歌                             |
| as A person                                   | NTV系列《FUN》FUN'S RECOMMEND #006                              |
| True Mind                                     | 2000 SSAWS 廣告歌曲                                             |
| Believe In Future ～深夜的灰姑娘～            | YTV、NTV系列電視劇《灰姑娘夜未眠》片尾主題曲                    |
| Blue Sky                                      | THK、CX系列電視劇《女同士》主題歌                               |
| 你的片斷                                      | NHK週五時代劇《五瓣之椿》片尾主題曲                             |
| 讓我們放棄吧                                  | POKKA罐裝咖啡「FIRST DRIP BLACK」廣告歌曲                       |
| PLEASURE                                      | ANB系列動畫《蠟筆小新》片頭主題曲                               |
| PLEASURE                                      | 東寶發行劇場電影系列11《蠟筆小新：風起雲湧 光榮燒肉之路》主題歌 |
|                                               | 東寶發行劇場電影系列11《蠟筆小新：風起雲湧 光榮燒肉之路》插入歌 |
| 只要有你                                      | TBS系列《動物異想天開！》片尾主題曲                             |
| 淚汪汪                                        | TX系列電視劇《週三推理9》片尾主題曲                             |
| 華                                            | MBS、TBS系列《世界逗留記》片尾主題曲                            |
| Keep On Running                               | JT「桃之天然水 -復刻版-」2006年形象歌曲                         |
| 跟道別再見                                    | NHK週四時代劇《次郎長背負負富士》主題歌                         |
|                                               | 藝人女子室內五人制足球隊「FANTASISTA」主題歌曲                  |
| JT「桃之天然水 -復刻版-、蘋果天然水」廣告歌曲 |                                                                 |
| ROSIER                                        | 東映發行電影《鬼門食女》形象歌曲                                |
| 難破船                                        | 東映發行電影《鬼門食女》形象歌曲                                |
| HOWEVER                                       | YTV《音樂的力量》9月份片尾主題曲                                |
|                                               | 「冰上迪士尼2015」週年紀念歌曲                                  |
| 聽見最初的歌                                  | TX系列電視劇《週三推理9》片尾主題曲                             |
| never give up!!                               | NTV《PON！》6月片尾主題曲                                       |
| 有你在身旁                                    | 電影《我的早更女友》日語版主題歌                                |
|                                               | 電影《風之顏色》主題歌                                          |
| Change My Everything                          | 電影《》主題歌                                                  |

## 書籍

### 單著
- （2000年1月27日，WANI BOOKS（日语：ワニブックス） ISBN 4847013298）—第一本照片和散文集
- （2001年7月25日，WANI BOOKS ISBN 4847013972）
- （2015年8月10日，集英社 ISBN 4087807576）—包含半裸寫真和與小室哲也對話的出道20週年紀念書[55]

### 共著
- 吉永記子（2001年12月，小學館 ISBN 4-09-398011-X）—於《Petit Seven（日语：プチセブン）》連載華原朋美原作漫畫的單行本版

### 寫真集
- 《Crystallize》（2005年12月17日，WANI BOOKS（日语：ワニブックス），攝影：藤代冥砂（日语：藤代冥砂） ISBN 4-84-702906-2）—第一本寫真集
- 《華原朋美BOX CrystallizeII》（2006年3月27日，WANI BOOKS，攝影：藤代冥砂 ISBN 4-84-702912-7）—寫真集&DVD、限定高級BOX，需預約

## 音樂會
| 日程                            | 巡迴名稱                                                       | 公演場數     |
| ------------------------------- | -------------------------------------------------------------- | ------------ |
| 2001年8月                       | TOMOMI KAHALA FIRST LIVE TOUR 2001 ～謝謝您的等待，阿里加多～  | 7地方        |
| 2002年8～9月、11月              | Tomomi Kahala Concert Tour 2002 "Natural Breeze"               | 13地方       |
| 2004年5～6月、9～10月           | TOMOMI KAHARA CONCERT 2004                                     | 7地方        |
| 2005年3月                       | 華原朋美音樂會2005                                             | 單發         |
| 2005年6～7月、9～11月 2006年2月 | 10th Anniversary Celebration 華原朋美 Concert 2005             | 15公演       |
| 2006年9月23日                   | 華原朋美音樂會2006                                             | 單發         |
| 2013年11月                      | DREAM ～TOMOMI KAHARA CONCERT 2013～                           | 3公演        |
| 2014年9～10月                   | TOMOMI KAHARA CONCERT TOUR 2014 ～MEMORIES～                   | 14會場15公演 |
| 2015年7～9月                    | TOMOMI KAHARA 20th Anniversary TOUR KAHARA's HISTORY @19952015 | 16公演       |
| 2015年9月8日                    | 「出道20週年紀念LIVE」at Billboard Live TOKYO                  | 1會場2公演   |
| 2016年7～9月                    | TOMOMI KAHARA CONCERT TOUR 2016 ～有你在身旁～                 | 11公演       |
| 2016年9月15日                   | TOMOMI KAHARA PREMIUM LIVE 2016 at Billboard Live TOKYO        | 單發         |
| 2017年7～10月                   | TOMOMI KAHALA CONCERT TOUR 2017 ～CARRY'S SON and CLASSIC～    | 12公演       |
| 2017年7月4日                    | TOMOMI KAHALA PREMIUM LIVE at Billboard Live TOKYO             | 單發         |
| 2022年5月21日                   | 華原朋美 Season1                                               | 單發         |
| 2022年10月8日                   | TOMOMI KAHALA SEASON2                                          | 單發         |
| 2023年11～12月                  | 華原朋美LIVE2023 ～♡LOVE IS BEST♡～ Presented by WOWOW PLUS    | 5公演        |

### 晚宴表演
| 日程                 | 活動名稱                                              | 公演場數 |
| -------------------- | ----------------------------------------------------- | -------- |
| 2003年12月 2004年1月 | Tomomi Kahala Dinner Show                             | 2地方    |
| 2004年8月            | Tomomi Kahara Summer Dinner Show                      | 2地方    |
| 2004年12月           | Tomomi Kahara Christmas Dinner Show 2004              | 2地方    |
| 2005年12月           | Tomomi Kahara Christmas Dinner Show 2005              | 5地方    |
| 2006年1月            | 華原朋美 NEW YEAR LIVE 2006                           | 單發     |
| 2006年12月           | Tomomi Kahara Christmas Dinner Show 2006 ～華麗迷人～ | 3地方    |
| 2014年12月           | 華原朋美 威斯汀名古屋城 聖誕晚宴秀 2014               | 單發     |
| 2015年3月            | 華原朋美晚宴秀2015 in 磐城                            | 單發     |
| 2015年12月           | 華原朋美 Christmas Dinner Show 2015                   | 4地方    |
| 2016年12月           | 華原朋美 Xmas Dinner Show 2016                        | 2地方    |
| 2017年12月20日       | 華原朋美 Christmas Dinner Show 2017                   | 單發     |
| 2018年12月11日       | 華原朋美 Christmas Dinner Show 2018                   | 單發     |
| 2019年12月16日       | 華原朋美 Christmas Dinner Show 2019                   | 單發     |
| 2021年12月26日       | 華原朋美 Special Dinner Show 2021                     | 單發     |

## 演出

### 廣告
- 日本Oracle（日语：日本オラクル） 企業形象（1995年秋）—與小室哲哉演出
  - 「登場 篇」
  - 「keep yourself alive 篇」
- Minami Sports「'96 JOY OF SPORTS」（1996年）
- TBC東京美容中心（日语：TBCグループ）（1996年春天）—與小室哲哉演出
- DDI Pocket（現WILLCOM）（日语：ウィルコム）（1996年夏天）
- LOTTE巧克力「紗紗（日语：紗々 (菓子)）」（1996年秋天）
- 佳麗寶化妝品（日语：カネボウ化粧品）（1997年—1998年）
  - （1997年4—6月）
  - （1997年9月—11月）
  - （1998年4月—6月）
- NTTPC Communications（日语：NTTPCコミュニケーションズ）「InfoSphere（日语：インフォスフィア）」（1997年12月—1998年3月）
- 明治乳業（1998年春天）
- JTHalf Time「桃之天然水（日语：桃の天然水）」（1998年2月—1999年3月）
  - 「浴衣 篇」
- 資生堂ORβIT「化妝惑星（日语：化粧惑星） SUN BLOCK」（2001年5月）
- LAWSON便當活動（2001年6月—9月）—與桂三枝（現第六代桂文枝（日语：桂文枝 (6代目)））共同演出
- JRA（2001年秋天）—與中山裕介（日语：ユースケ・サンタマリア）旁白演出
- POKKA（日语：ポッカサッポロフード&ビバレッジ）罐裝咖啡「FIRST DRIP BLACK」（2002年4月—5月）
- FIELDS（日语：フィールズ (企業)）（2004年12月）
- 日清食品（2005年）
  - （2005年2月）
  - （2005年4月）—北海道地區限定
- KOSÉ（2005年—2006年）
  - （2005年4月—6月）—「舞妓 篇」
  - （2005年6月—8月）—「演歌 篇」
- TU-KA電話關西（日语：ツーカー） （2005年）—關西地區限定
- JT Miss Parlor（2006年）
  - 「桃之天然水 復刻版」（2006年2月—3月）—
  - 「蘋果天然水（日语：桃の天然水）」（2006年8月）—
- au（KDDI／沖繩行動電話（日语：沖縄セルラー電話））（2006年）
  - （2006年9月—10月）—與仲間由紀惠共同演出
  - （2006年）—與速水直道、榮倉奈奈、大澤茜（日语：大沢あかね）、伊藤正幸（日语：いとうせいこう）共同演出

### 電視節目（常駐）
- TK MUSIC CLAMP（日语：TK MUSIC CLAMP）（1997年6月—1998年4月，富士電視台）—第3代主持人
- 前進！電波少年 ～華原朋美的電波少年美國出道之路～（2000年8月—2001年2月，日本電視台）
- 日本愉快家族（日语：にっぽん愉快家族）（2002年4月—2005年3月，NHK綜合）—與可樂餅（日语：コロッケ (タレント)）主持
- 新堂本兄弟（2005年9月—約2007年6月，富士電視台）—與深田恭子等人常駐演出
- 大逆轉將棋（日语：大逆転将棋）（2002年1月—2006年1月，NHK BS2）—主持人
- PON！（日语：PON!）（2015年3月—2017年9月，日本電視台）—週一常駐
- 音痴POPS（日语：音ボケPOPS）（2015年10月—2018年1月27日，TOKYO MX）—常駐主持人
- 仔細聽聽 ～明星近況報告（日语：じっくり聞いタロウ〜スター近況（秘）報告〜）（2017年4月—2018年1月11日，東京電視台）—常駐主持人

### 電視劇
- 龍馬笑傳！（日语：竜馬におまかせ!）（1996年，日本電視台）
- 獵男高手（日语：ボーイハント (テレビドラマ)）（1998年7月6日—9月21日，富士電視台）—飾 屋祖島惠理香
- Papa told me ～致我最親愛的～（日语：Papa told me#ドラマ）（2003年4月12日—6月28日，NHK教育）—飾 的場百合子
- 週一推理劇場（日语：月曜ミステリー劇場） 棟居刑事系列（日语：棟居刑事シリーズ）（TBS）—飾 日下真里子
  - 第3作「追蹤」（2004年3月8日）
  - 第4作「復仇」（2004年12月20日）
- 導遊小姐陰陽眼（日语：霊感バスガイド事件簿） 第1話（2004年4月16日—6月18日，朝日電視台）—飾 春田望美
- National劇場（日语：ナショナル劇場） 水戶黃門（日语：水戸黄門 (パナソニック ドラマシアター)）「大對決！晴空萬里的日本八百八町·江戶～第33部最終回秋季2小時特別篇～」（2004年9月20日，TBS）—飾 古頭棗
- 和田現子 特別企劃電視劇 THE 介護番長（日语：和田アキ子 特別企画ドラマ ザ・介護番長）（2005年4月7日，TBS）—飾 梢

### 電視動畫
- 哆啦A夢 (水田山葵版)（2014年2月14日，朝日電視台）—飾 白貓露娜

### 動畫電影
- 蠟筆小新：風起雲湧 光榮燒肉之路（2003年4月公開，東寶）—飾 偶像歌手小朋[63]

### 廣播節目
- CATCH A BRANDNEW（1996年7月—1999年1月，bayfm）
- 華原朋美的LIPS PARTY 21.jp（日语：LIPS PARTY 21.jp）（2001年10月—12月，文化放送）
- SCALP D Beaute presents 現在不是華原朋美睡覺的時間♡（2013年11月—2014年12月，TOKYO FM）

### 音樂劇
- 清秀佳人（2005年8月、2006年8月，日本全國）—主演：飾 安·雪莉（英语：Anne Shirley）
- The Beautiful Game（2006年3月—4月，東京、大阪）—飾 克莉絲汀·華納
- Yuming歌曲音樂劇“女朋友”（日语：ガールフレンズ）（2006年12月1日—26日，東京銀座博品館劇場）—主演：飾 真理子

### 網路電視節目
- 華原朋美的與小朋一起（日语：華原朋美のトモちゃんといっしょ）（2016年5月11日—12月28日，AbemaTV）[64]

### NHK紅白歌合戰出場歷
| 年度   | 放送回 | 回 | 曲目            | 出演順 | 對手              | 備註                                            |
| ------ | ------ | -- | --------------- | ------ | ----------------- | ----------------------------------------------- |
| 1996年 | 第47屆 | 初 | I'm proud       | 12/25  | 藤井郁彌          | 鋼琴：小室哲哉                                  |
| 1997年 | 第48屆 | 2  | Hate tell a lie | 11/25  | SMAP              | 吉他：小室哲哉                                  |
| 1998年 | 第49屆 | 3  | daily news      | 13/25  | 美川憲一          |                                                 |
| 2002年 | 第53屆 | 4  | 讓我們放棄吧    | 7/27   | KICK THE CAN CREW | 伴奏樂隊：ZONE                                  |
| 2003年 | 第54屆 | 5  | 謝謝你！        | 12/30  | 谷村新司          | 與可樂餅的二重唱。該CD已以小朋&可樂餅名義發行。 |

## 腳註

## 相關項目
- factoryorumok（日语：factoryorumok）
- Rojam Entertainmeant（日语：Rojam Entertainment）
- A&M唱片

## 外部連結
- 華原朋美 Official Site & Fanclub （日語）—華原朋美的官方個人網站。
- Office華原 （日語）—2020年9月成立的個人事務所。

- 華原朋美 Official Site｜Production尾木，存于 （日語）—（2020年8月為止所屬）
- UNIVERSAL MUSIC JAPAN 華原朋美 Official Site （日語）—（至2020年8月為止所屬）
- WARNER MUSIC JAPAN .:華原 朋美:. （日語）—前唱片公司公式官網（1998年～2003年間所屬）。
- （日語）—華原朋美的官方個人部落格。
- 華原朋美的X（前Twitter） （日語）
- 華原朋美的Facebook專頁 （日語）
- 華原朋美的Instagram帳戶 （日語）
- YouTube上的華原朋美頻道 （日語）